# Система синтезированного видения

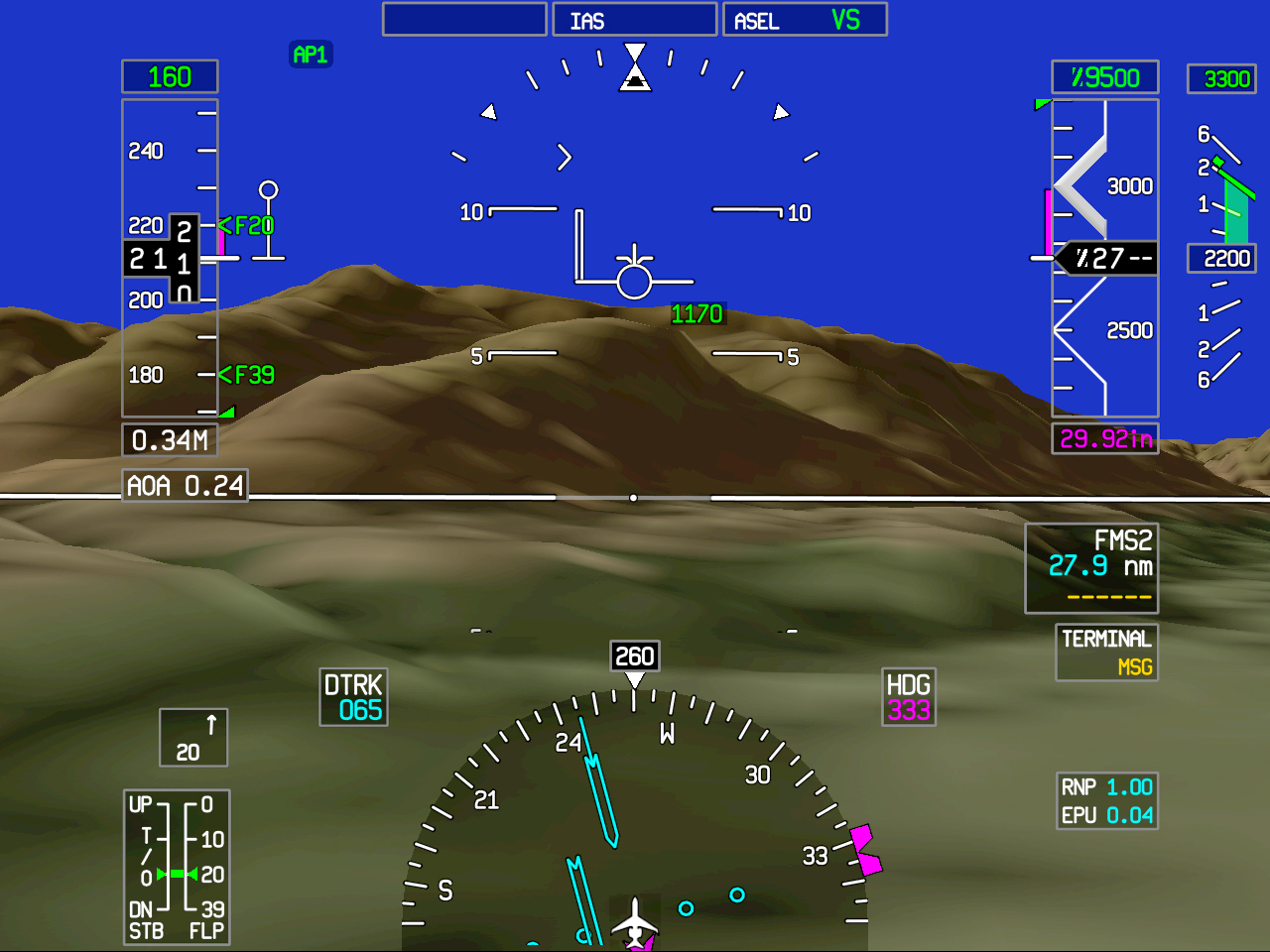
Изображение SVS, разработанное компанией Honeywell

Система синтезированного видения (Synthetic vision system - SVS) - это система, формирующая в бортовом вычислителе и выводящая на систему индикации изображение топографического участка, наблюдаемого из кабины пилота.
Топографический участок извлекается из бортовой базы данных в соответствии с
информацией о текущих географических координатах, высоте и
пространственной ориентации воздушного судна (ВС). Текущее местоположение ВС определяется с помощью системы самолётовождения, высота полета - с помощью системы воздушных сигналов или системы измерения радиовысоты, пространственное положение - с помощью инерциальной навигационной системы.

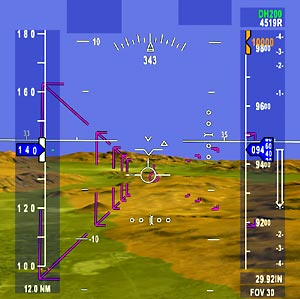
Изображение SVS, тестированное НАСА на бизнес-джете Gulfstream V в 2004 году

Система SVS была разработана НАСА и ВВС США в 1970-1990 годах. Агентство FAA сертифицировала систему SVS в конце 2007 года на бизнес-джетах Gulfstream IV и Gulfstream V. На самолетах Gulfstream изображение SVS представляло собой 3D-изображение местности, формируемое по данным системы EGPWS. Изображение SVS выводилось в виде фона на командно-пилотажном индикаторе вместо коричнево-голубого фона авиагоризонта.

## Нормативная документация
- Руководство №315 по минимальным стандартам характеристик авиационных систем (MASPS) для систем улучшенного видения, систем искусственного видения, комбинированных систем искусственного видения и бортовых систем увеличения дальности видения. АР МАК (2012).